# Fritz Hattig

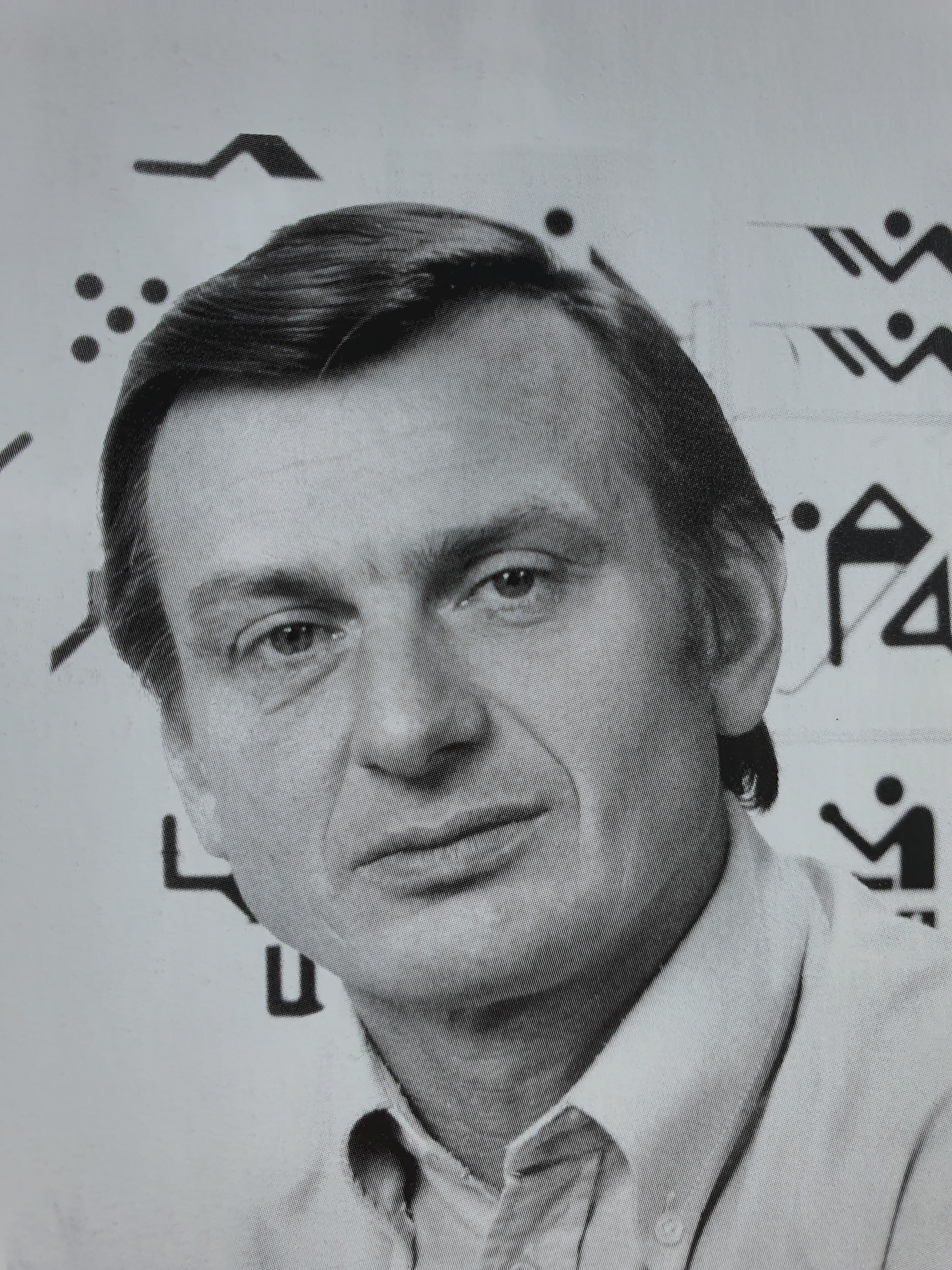
Fritz Hattig (1978)

Fritz Hattig (* 12. April 1934 in Dortmund; † 12. Oktober 2016 in Niedernhausen (Taunus)) war ein deutscher Handballer und Journalist.

## Jugend und Ausbildung
Fritz Hattig wuchs mit acht Geschwistern in Dortmund-Mitte auf. Nach dem Abitur studierte er Latein, Geschichte und Sport an der Universität Freiburg im Breisgau. Im Jahr 1957 siedelte er in die USA über und übernahm Lehraufträge an der Southern Illinois University (Carbondale/Illinois) sowie einer US-Militärakademie in Monterey, Kalifornien. Im Jahr 1962 kehrte er nach Deutschland zurück.

## Sportliche Karriere
Fritz Hattig begann seine Karriere im Feldhandball als Jugendlicher beim PSV Dortmund und spielte anschließend gemeinsam mit seinem Bruder Peter Hattig beim TuS Wellinghofen 1905. Beide waren Spieler der Mannschaft des TuS Wellinghofen, welche am 25. Oktober 1964 in Herford gegen Grün-Weiss Dankersen vor rund 30.000 Zuschauern die Deutsche Meisterschaft im Feldhandball errang (Ergebnis 13:9). Im Finale erzielte Fritz Hattig als Linksaußen vier Tore. Im gleichen Jahr wurde er zur Deutschen Feldhandball Nationalmannschaft einberufen. Vor seinem Karriereende im Jahr 1967 spielte er für den BSV Solingen 98 in der Feldhandball-Bundesliga.
Fritz Hattig spielte für die US-amerikanische Handballnationalmannschaft. Für diese nahm er aufgrund einer Sondergenehmigung des Deutschen Handballbundes an der Hallenhandball-Weltmeisterschaft 1964 in der damaligen CSSR teil.

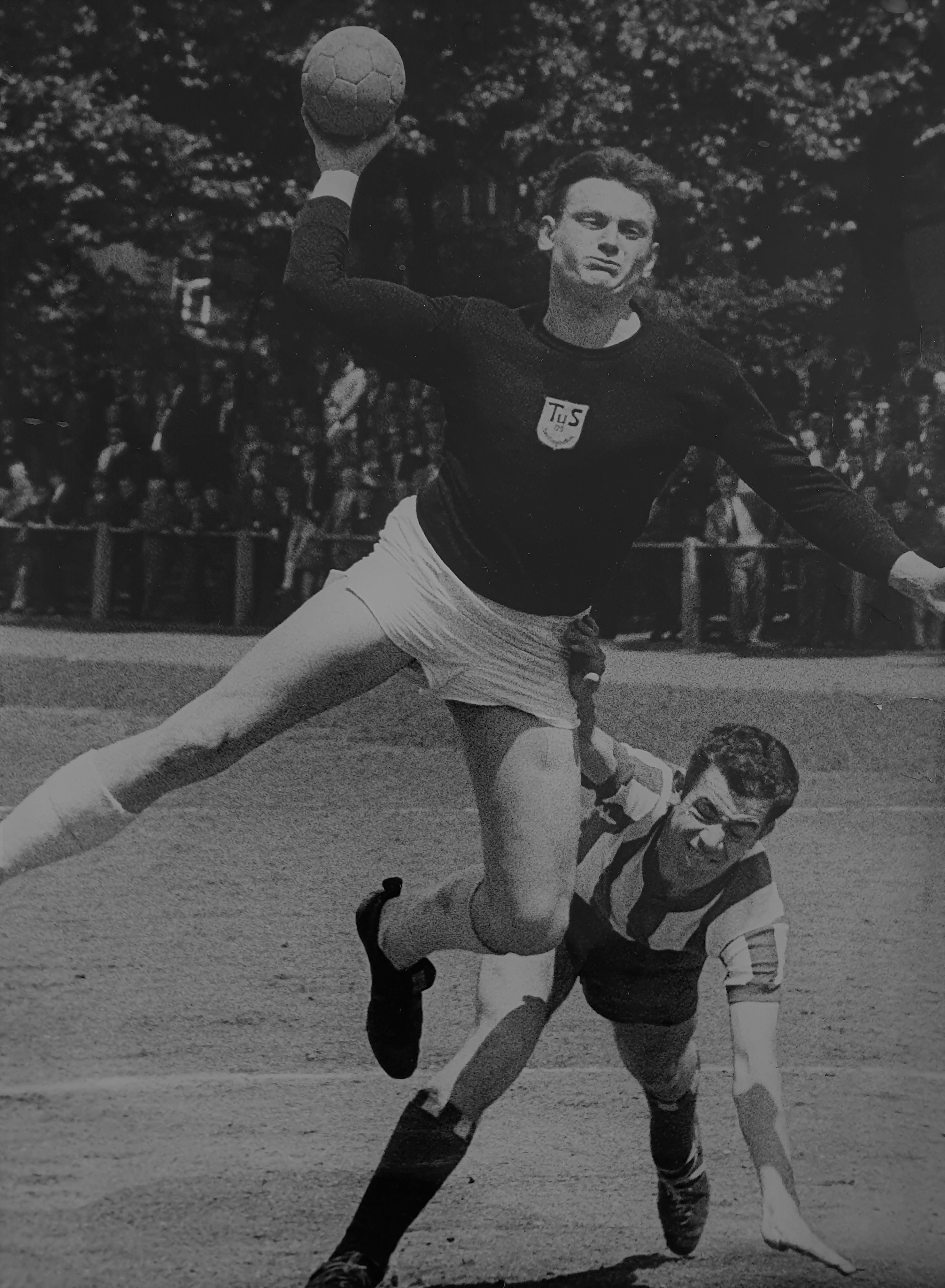
Fritz Hattig (1964)

## Beruflicher Werdegang
Nach seiner Handballkarriere war Fritz Hattig von 1967 bis 1972 für den Deutschen Sportbund angestellt als persönlicher Referent des Präsidenten des Nationalen Olympischen Komitees für Deutschland (Willi Daume). Er war wichtiger Bestandteil des Teams um Willi Daume in dessen Rolle als Vorsitzender des Organisationskomitees für die Olympischen Sommerspiele in München 1972. Nach den Olympischen Spielen wechselte er als Sportreporter zum Zweiten Deutschen Fernsehen (ZDF). Er war der Live-Kommentator des ZDF beim Finale der Handballweltmeisterschaft 1978 in Kopenhagen, welches die deutsche Mannschaft am 5. Februar 1978 mit 20:19 gewann. Ebenfalls im Jahr 1978 veröffentlichte er gemeinsam mit seinem Bruder Peter Hattig das Buch „Handball“.
Von 1978 bis zu seiner Pensionierung im Jahr 1997 war er leitender Redakteur der ZDF-Hauptredaktion Gesellschafts- und Bildungspolitik. In dieser Zeit war er Redaktionsleiter der wöchentlich erscheinenden Sendung „Freizeit“ und zudem verantwortlich für zahlreiche Dokumentarfilme (z. B. mit Reinhold Messner im Jahr 1984/1985).

## Leben
Fritz Hattig war von 1963 bis zu seinem Tode verheiratet mit der ebenfalls in Dortmund geborenen Christa Hattig (geb. Grupe). Von 1972 an lebte er mit seiner Ehefrau und ihren zwei Kindern in Niedernhausen im Rheingau-Taunus-Kreis.
1993 promovierte er an der Universität Hannover mit der Dissertation „Fernsehsport im Spannungsfeld von sportgemäßer Vermittlung und Unterhaltungsanspruch“.
Er war bis 2006 Lehrbeauftragter der Universität Mainz.

## Auszeichnungen
Deutsch-Amerikanischer Freundschaftspreis 1994.